# Edmüller
Johann Eduard Müller (16. März 1810 in Berlin – 6. Dezember 1856 ebenda) war ein deutscher Opernsänger (Tenor).

## Leben
Edmüller, Sohn eines Goldschmieds, wurde von seinem Vater gezwungen, diesen Beruf ebenfalls zu erlernen. Dennoch sang er an Liebhabertheatern, wo er von Louis Angely entdeckt wurde. 1830 betrat er die Bühne am Königsstädtischen Theater. Bereits zwei Jahre später ging er nach Salzburg. Es folgten Engagements in Mainz, Freiburg, Breslau, Bremen, Altona, Riga und Königsberg. 1846 ging er zurück nach Berlin an das Königsstädtische Theater. Dort spielte er bis 1851 und ging dann noch ein Jahr ans Krollsche Theater. Danach beendete er seine Bühnenkarriere und widmete sich der Naturwissenschaft, bis er im Alter von 46 Jahren starb.